# 坦克大战
《坦克大战》是一款平面射击游戏。此红白机游戏是1985年出版于日本开发商南梦宫（Namco）。此后，这游戏又在Game Boy出版。这游戏是模仿1980年街机游戏而制作的。也是南梦宫出版。1991年，南梦宫出版了街机续篇《坦克力量》（Tank Force）。

## 剧情
像其它的早期FC游戏，《坦克大战》没有固定的故事情节。当玩家打过了所有的关后，游戏从第一关重新开始。

## 游戏流程
在此游戏里，玩家操作一辆黃色或綠色坦克，以消灭所有电脑控制的敌军坦克并保护己方基地为目标。基地的图标是一支老鹰。每一关有20辆敌军坦克。如果老鷹被射中或玩家的所有坦克全部被擊毁，遊戲便告終止。
單人遊戲時，敵軍坦克最多同時出現4台，雙人遊戲時則為6台。
《坦克大战》红白机原版共有35关，第36關開始場景又從第1關開始輪。所有的战场面积为13乘13。每一关的地形和障碍都有区别。比方说，砖墙可以被双方的任何坦克销毁，但是钢铁墙只能被玩家升级后的坦克毁灭。树林可以挡住玩家的视线，但是对电脑控制的坦克毫无影响。坦克不能跨过水面但是子弹可以，雪地會使戰車變滑。敌军坦克有四种，区别于装甲。电脑智能也慢慢的按关数提高。闪烁红光的敌军坦克被消灭后会丢下可以帮助玩家的物品，如加一条命、坦克升级、基地墙壁升级等等。
某些修改的版本可以得到船来过水面，第三级坦克加一个星也可以清除树木，以及敌方可以得到宝物等，增加了游戏的难度。有些版本甚至加入了导弹，和搬运钢铁墙加固基地的功能。网络流传的有《烟山坦克》。
《坦克大战》也是第一个可以同时双打的红白机游戏。两玩家同时配合消灭军。玩家甲操作黃色坦克，玩家乙則操作綠色坦克(單人模式時只有黃色坦克)。在原版及某些版本中，如果玩家击中了战友，他会使战友的坦克暂时停止运行。如果射得太多，更會將戰友的坦克射死。此外，如於雙打遊戲中完成一關後，在該關比戰友擊殺較多敵車的話，能得到一千分獎勵。如果打和或是基地遭破壞致使遊戲結束，則雙方均無獎勵。
《坦克大战》Game Boy版本有50关。Game Boy版的难度比游戏机版要高。由于Game Boy的屏幕小，Game Boy版不显示整个战场。在战场的某些角落，玩家失去基地的视野。
虽然《坦克大战》红白机原版只有35关，它在红白机平台上还有众多衍生版。而且，《坦克大战》也是第一个附有编辑器的红白机游戏。编辑器让玩家得以设计自己的战场，但每次只能自己製作關卡一次。

## 寶物(包括修改版)
- 戰車

玩家可以多一條命，另外分數超過20000分也會多一條命。反之，敵方吃了會增加裝甲。
- 星星

可使玩家的戰車升級，吃1次可使子彈變快，吃2次可以連續發射2發子彈，吃3次可打掉鐵牆，被敵方射中一律重來(部分修改版本終極型態可擋敵方1次子彈)。反之，敵方吃了1次可以打掉鐵牆。
- 炸彈

可使敵方的戰車全部炸毀，但分數只有算炸彈的500分。反之，敵方吃了會把玩家炸掉，雙人遊戲時兩玩家同時炸掉各減少1條命。
- 時鐘

可使敵方的戰車全部停止（停止後的戰車不會發射子彈），其效果可維持10秒。反之，敵方吃了會把玩家停止，玩家停止時仍可發射子彈。另外在敵方可吃的版本中，兩玩家不會受到彼此的子彈影響。
- 鋼盔

玩家的戰車周圍會有防護牆，可以保護戰車不會被敵方的戰車射到，其效果可維持10秒。相当于红色警戒系列的铁幕。反之，敵方吃了會增加裝甲(附近如果沒有閃爍紅光的坦克則會變成有閃爍紅光的坦克)。
- 鏟子

可使老鷹周圍的磚牆變成鐵牆，其效果可維持21秒，時間到之後又會恢復成磚牆。反之，敵方吃了會把老鷹周圍變成都沒有保護且永久無法恢復磚牆。
- 手槍

在某些修改版中出現，可令玩家的坦克直接變成終極形態，並且可擋敵方1次子彈，被敵方射中會縮減變成吃2個星星的戰車。反之，敵方吃了也會直接變成玩家坦克的終極形態並且要攻擊4下。
- 船艇

在某些修改版中出現，可令玩家的坦克在水上移動，並且可擋對方1次子彈，被射中後即無法於水上移動。反之，敵方吃了也會在水上移動。

## 敵方戰車

### 原版
- 它将射击一辆特定的坦克并为每辆坦克获得分数。 分别为30、60、150、300、800，如果小人射击玩家基地或者玩家射击自己的基地，游戏就会结束。

### 翻拍
- 輕戰車（Light Tank）

與沒有吃星星的戰車差不多，一台為100分，第33關開始不再出現。
- 裝甲車

所有戰車裡速度最快的戰車（因為底部是輪子），也因為它速度快，中國大陸稱它為「小快車」，一台為200分，第33關開始每關固定6台。
- 速射砲戰車

與「一般戰車」差不多，尾部有多了一個像「J」的符號，子彈速度與吃1顆星星的戰車一樣，一台為300分，第33關開始每關固定4台。
- 重型戰車

中國大陸稱它為「大鐵皮」，因為它擁有強大的裝甲，要攻擊4下，每攻擊一下顏色分別以淺綠色→淺黃色→黃綠色→白色→消失，一台為400分，第33關開始每關固定10台。
閃爍紅光的戰車固定出現在第4、11、18輛戰車，每輛戰車只能打出1個寶物。一旦在下一輛閃紅戰車出現前未吃寶物，則寶物會消失。

## 其他
- 在香港動畫電影《山T老夫子》中，老夫子曾在遊戲機中心教一名玩家玩街機《坦克大戰》。
- 在中国《坦克大战》由福州烟山软件汉化，有很多个改版，最常见的是修改过的《90坦克》。[1]